# Pantigliate

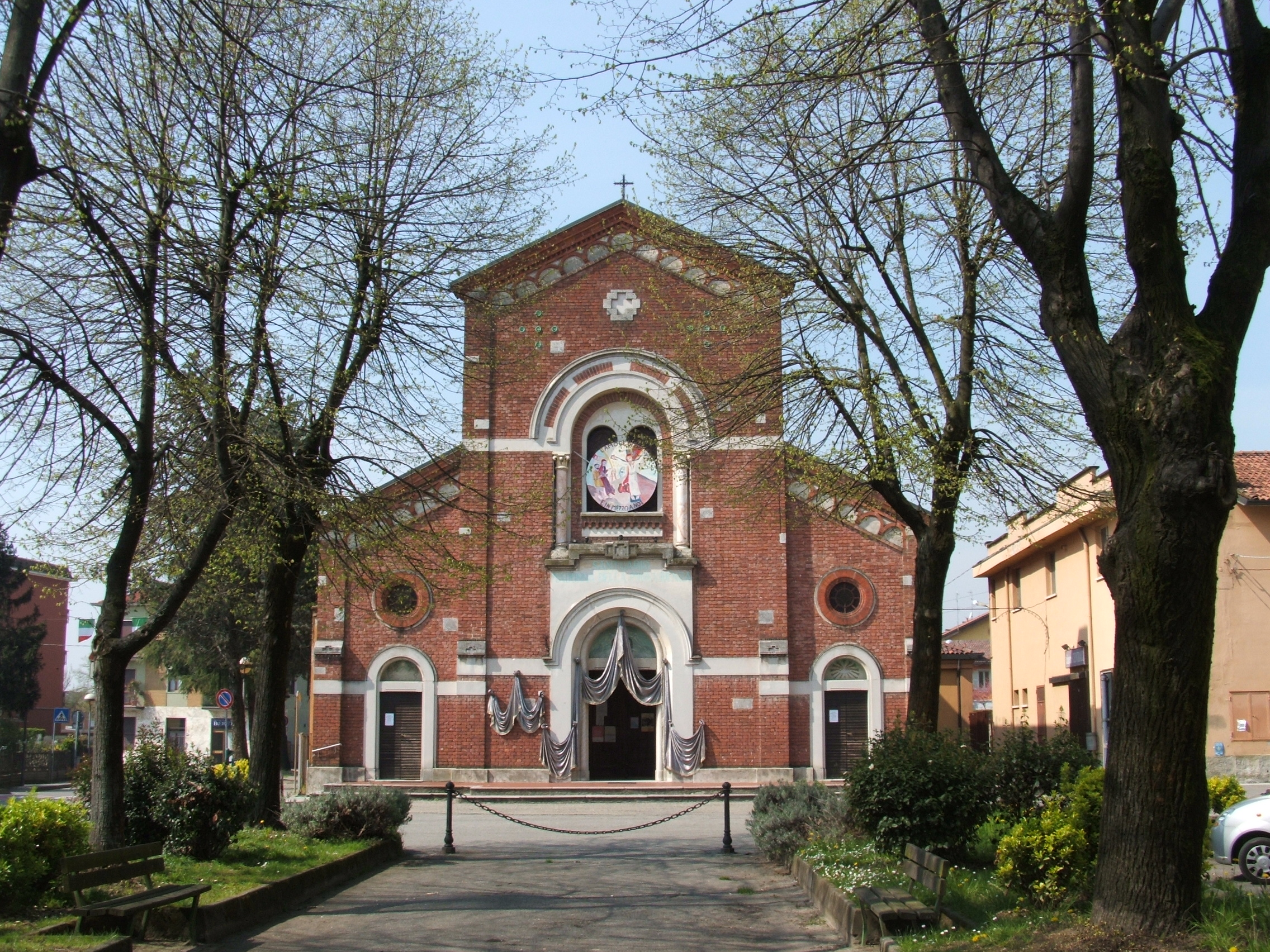
Kirche in Pantigliate - Pantigliate santuario Madonna della Provvidenza (2011)

Pantigliate ist eine Gemeinde mit 5792 Einwohnern (Stand 31. Dezember 2023) in der Metropolitanstadt Mailand, Region Lombardei.
Die Nachbarorte von Pantigliate sind Rodano, Settala, Peschiera Borromeo und Mediglia.

## Bevölkerungsentwicklung
Pantigliate zählt 2236 Privathaushalte. Zwischen 1991 und 2001 stieg die Einwohnerzahl von 4872 auf 5154. Dies entspricht einem prozentualen Zuwachs von 5,8 %.